# オーティコン

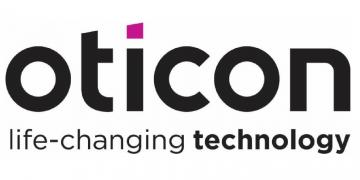
オーティコンのロゴマーク(2020年2月-)

オーティコン（デンマーク語: Oticon）は、デマント（Demant A/S）が保有するデンマークの補聴器ブランド。世界シェア2位（バーナフォン含む）。日本ではデマントの日本法人が取り扱っている。ブランドメッセージは「life-changing technology」。

## 沿革
- 1904年 - 創業者のハンス・デマントがデンマークにオーティコン社を設立。アメリカの「ジェネラル・アクースティック・カンパニー」社の独占代理店になり、「アクースティコン補聴器」の輸入販売を開始[4]。
- 1945年 - アメリカに「アメリカ・デンマーク・オーティコン社」を設立。
- 1946年 - 第1号補聴器「オーティコン補聴器TA」誕生。
- 1955年 - 耳あな型補聴器を発売。
- 1957年 - 「オーティコン財団」設立。
- 1967年 - 箱型補聴器「370VT」誕生。
- 1973年 - 日本に「オーティコン株式会社」設立。
- 1977年 - 補聴器の実験的な機能を統計的に記録する機関を「エリクスホルム研究センター」（デンマーク）に設立[5]。新しい原理に基づいた補聴器づくりを開始。
- 1992年 - 世界初の全自動型アナログ補聴器「マルチフォーカス」誕生。
- 1996年 - 世界初の耳かけ型デジタル補聴器「デジフォーカス」誕生。
- 2002年 - 補聴器による副作用を解消するボイスファインダーを搭載したデジタル補聴器「アダプト」誕生。同補聴器はヨーロッパ情報社会技術大賞を受賞。
- 2004年 - 人工知能搭載補聴器「シンクロ」誕生。同補聴器はデンマーク工業連盟(DI)よりプロダクト賞を受賞。
- 2006年 - 人工知能搭載しデザインに特徴を持たせた補聴器「デルタ」誕生。同補聴器はドイツの世界的デザイン賞、レッド・ドット・デザイン賞最優秀賞を受賞。全米家電協会（CEA）主催の家電見本市CESにおいてもベストオブイノベーションズ賞を受賞。
- 2007年 - 高速ワイヤレス通信機能搭載の補聴器「エポック」誕生。全米家電協会（CEA）主催の家電見本市CESにおいて、ベストオブイノベーションズ賞を受賞。「デルタ」についで二度目の受賞。
- 2008年 - 難聴や補聴器について解説した「よい聞こえのために～難聴と補聴器について」を発刊。クラウス・エルバリング、キーステン・ヴォースー著 同著はデンマークでオーティコン財団の支援のもと出版された「Fading Sound」の日本語訳。（医学博士 加我 君孝監修）
- 2009年 - ストリーマーを介し、テレビ・オーディオなどの外部機器の音をワイヤレス通信で補聴器に届ける「コネクトラインシステム」の販売を開始。
- 2010年 - ワイヤレス機能を搭載し、自然な脳の働きをサポートする補聴器「アジャイル」を発売[6]。
- 2011年 - 初めての方でも慣れやすい機能とデザインを両立させた耳かけ型補聴器「インティガ」を発売[7]。
- 2013年 - オーティコンの第３世代となる新デジタルチップ「イニウム（Inium）」搭載のプレミアム補聴器「アルタ」を発売[8]。
- 2016年 - 脳で音を聞く働きをサポートするBrainHearing™技術と従来の50倍の処理能力を持つ次世代チップ「べロックス」搭載の「オープン」を発売[9]。
- 2022年 - 1,200万の音情景を学習させた高度な人工知能DNNを使って音をリアルタイムで処理するポラリスプラットフォーム搭載の耳かけ型補聴器「モア」を発売[10]。
- 2023年 - 音声の明瞭性と快適性を実現した新技術「リアルサウンド・テクノロジー」を搭載した新プラットフォーム「ポラリスR」を採用した補聴器「リアル」を発売[11]。

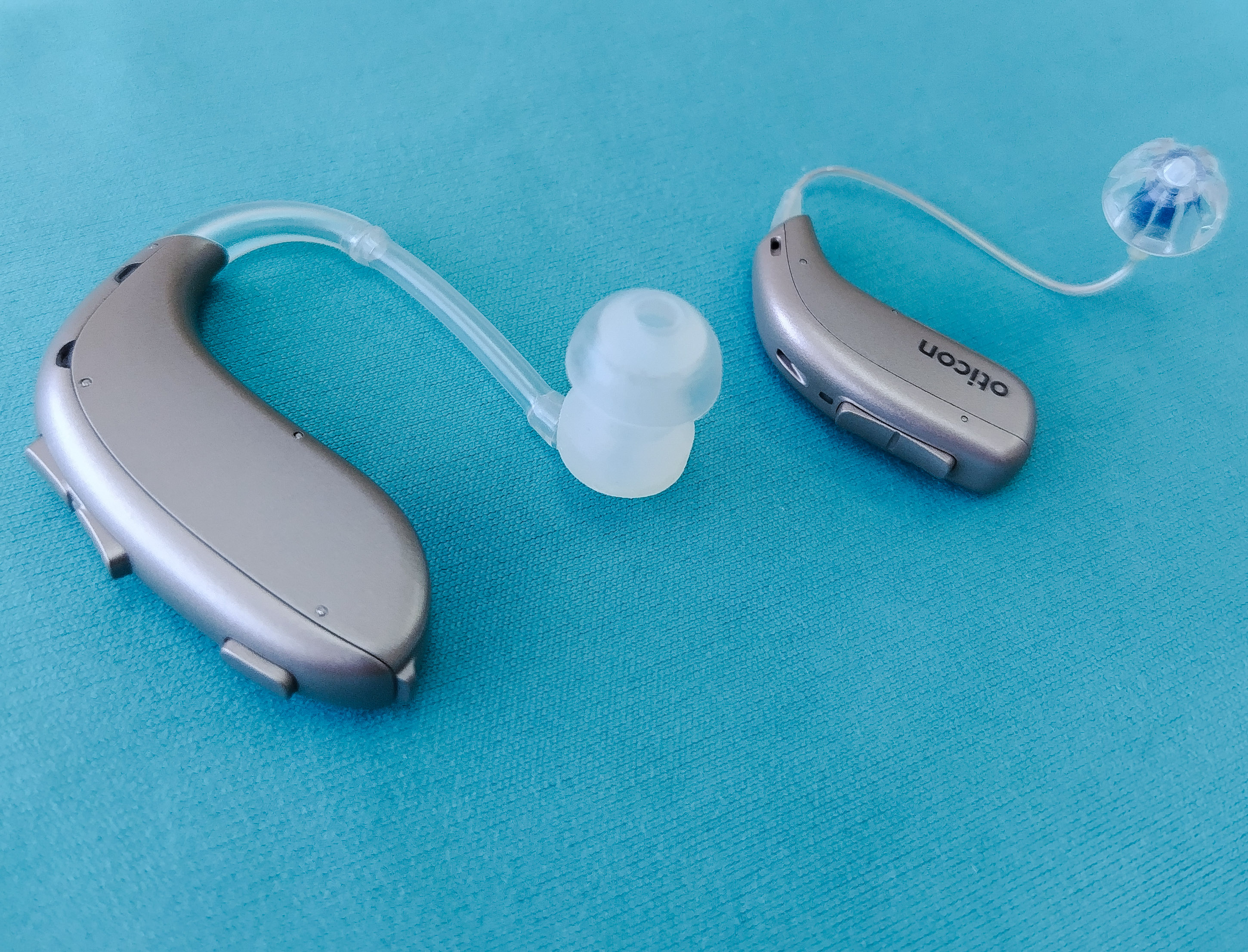
Oticon Xceed1Bte-Up(L)
Oticon Real1MiniRite-R(R)